# Molly Penfold
Molly Mae Penfold (* 15. Juni 2001 in London, Vereinigtes Königreich) ist eine neuseeländische Cricketspielerin die seit 2021 für die neuseeländischen Nationalmannschaft spielt.

## Kindheit und Ausbildung
Geboren in England wanderte Penfold mit ihrer Familie schon im jungen Alter nach Neuseeland aus. Sie begann das Cricketspiel mit 4 Jahren beim Howick Pakuranga Cricket Club. Sie durchlief die Jugendmannschaften von Auckland und konnte dabei durch ihre Bowling-Geschwindigkeit überzeugen.

## Aktive Karriere
Ursprünglich plante sie im Jahr 2020 reisen zu gehen, doch nachdem die COVID-19-Pandemie dies verhinderte, konzentrierte sie sich voll auf den Sport. Sie gab ihr Debüt für Auckland im nationalen neuseeländischen Cricket und nach guten Leistungen dort wurden die Selektoren auf sie aufmerksam. Ihr Debüt in der Nationalmannschaft gab sie in der WODI-Serie in England im September 2021, nachdem sich die ursprünglich nominierte Rosemary Mair verletzt hatte. Für den Women’s Cricket World Cup 2022 wurde sie als mitreisende Ersatzspielerin nominiert, kam jedoch nicht zum Einsatz. Im Sommer wurde sie dann für die Commonwealth Games 2022 nominiert, kam jedoch auch dort nicht zum Einsatz. Ihr Debüt im WTwenty20-Cricket gab sie im Oktober bei der Tour in den West Indies. Zum Jahresbeginn wurde sie für den ICC Women’s T20 World Cup 2023 nominiert, wo sie in einem Spiel zum Einsatz kam.